# Christopher Maher
Maher Boutros, noto anche con lo pseudonimo di Maher (Alessandria d'Egitto, 1955), è un attore egiziano naturalizzato statunitense.

## Biografia
Dall'Egitto, si trasferì a Toronto negli anni sessanta dove iniziò a studiare recitazione all'Università e nel 1978 si è trasferito a New York studiando presso la Neighborhood Playhouse School of the Theatre e ha lavorato presso il celebre ristorante Tavern on the Green dove ha incontrato Drew Nieporent.
Nel 1982 si è trasferito a Los Angeles dove ha cambiato il suo vero nome in Christopher Maher e ha iniziato a recitare nel mondo del cinema. Ha fatto la comparsa in Hill Street giorno e notte, Law & Order, 24 e NCIS - Unità anticrimine.
Dalla moglie Valerie, ha avuto due figli: Caleb e Milo; vive con la famiglia nel Nuovo Messico a Taos e gestisce con la consorte una scuola di cucina, la Cooking Studio Taos.

## Filmografia parziale
- La miglior difesa è... la fuga (Best Defense), regia di Willard Huyck (1985)
- Mannequin, regia di Michael Gottlieb (1987)
- Decisione critica (Executive Decision), regia di Stuart Baird (1986)
- Via dall'incubo (Enough), regia di Michael Apted (2002)
- West Wing - Tutti gli uomini del Presidente (The West Wing) - serie TV, episodio 5x13 (2004)
- L'uomo che fissa le capre (The Men Who Stare at Goats), regia di Grant Heslov (2009)